# مرض القرص القطني
مرض القرص القطني، هو عبارة عن جفاف المصفوفة الداخلية الإسفنجية للقرص البينفقري الموجود في العمود الفقري، حيث يستخدم العديد من الأطباء والمرضى هذا المصطلح للإشارة لعدة أسباب مختلفة لآلام الظهر أو عرق النسا، وقد استخدم في هذه المقالة لوصف القرص المنفتق القطني، كما يُعتقد أن هذا المرض يتسبب بحوالي ثلث آلام الظهر.

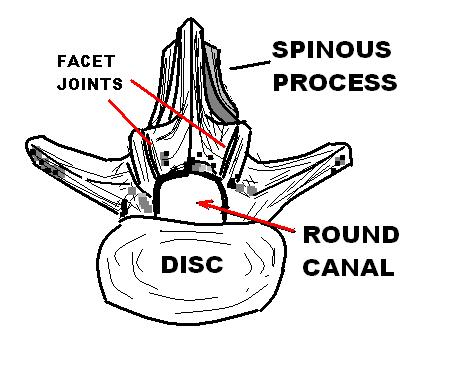
القرص القطني

## الأعراض
عندما يتسبب هذا الفتق في ضغط الجزء الأقرب من العصب المجاور لأساس القرص الفقري فإنه قد يحدث آلامًا وضعفًا في العضلات بالإضافة لفقدان الإحساس باللمس، حيث يتركز الألم في أماكن توزع العصب المضغوط، الذي يوجد عادة أسفل الجزء الخلفي من الساق، من جانب ربلة الساق وباطن القدم (عرق النسا)، أما العرض الأكثر شيوعًا فهو احتكاك جذر العصب بين الفقرات القطنية الرابعة والخامسة أو بين الفقرة القطنية الخامسة والجزء العجزي الأول.
ينبغي في الحالات العرضية الفحص باستخدام الرنين المغناطيسي لتأكيد التشخيص، ومع ذلك فقد يوصى بإجراء مسح بالأشعة المقطعية في الحالات التي تظهر عليها أعراض طفيفة كونه أسرع وأرخص (رغم أنه أقل كفاءة من التصوير بالرنين المغناطيسي)، وعلى الرغم من أن الفحص بالأشعة المقطعية يمكن أن يُظهر الهياكل العظمية بشكلٍ أكثر تفصيلا، إلا أن الفحص بالرنين المغناطيسي باستطاعته تصوير الأنسجة الرخوة بشكل أفضل.

## علم الوراثة
قد يؤدي الاختلاف الجيني الوراثي إلى زيادة احتمالية الإصابة بمرض القرص القطني، فالأشخاص الذين لديهم اختلاف في الجين الذي يشفر بروتين الطبقة الوسطى للغضروف (الذي يدعى CILP) هم أكثر عرضة للإصابة بالمرض بمعدل 1.6 مرات أكثر من الأشخاص الذين ليس لديهم هذا الاختلاف، ويعتبر جين سي آي ال پي (CILP) هو المكون الطبيعي لأنسجة القرص فإن أي تغيير فيه قد يعطل البناء الطبيعي للغضروف وصيانته، ومع ذلك فإن هذا الارتباط (بين الجين والمرض) لم يحدث بكثرة في دراسة أجريت لمتابعة أفراد فنلنديين وآخرين صينيين.

## التشخيص
يمكن تشخيص هذا المرض بناءً على أساسٍ إِكلِينِيكِيّ بالإضافة إلى نتائج التصوير بالرنين المغناطيسي.

## العلاج
إن العلاج الأولي لمرض القرص القطني هو يوم أو يومين من الراحة في الفراش (على الرغم من أن عددًا كبيرًا من الدراسات تظهر أن هذا الأمر لا يحدث فرقًا كبيرًا) بالإضافة إلى تناول الأدوية المسكنة للآلم، أما في حالات الألم المستمر رغم المحافظة على الأدوية ، فقد يوصى بإجراء عملية جراحية لإزالة مادة القرص المضغوط أو للاستئصال المجهري للقرص أو لاستئصال القرص الموجود بين الفقرات.

## روابط خارجية
- E-medicine - Lumbar disc disease